# Claudio Sulser
Claudio Sulser (Lugano, 8 de octubre de 1955) es un exfutbolista y abogado suizo. Durante su carrera deportiva se desempeñó como delantero centro en distintos equipos de su país, aunque destacó principalmente en el Grasshopper, donde jugó durante nueve temporadas y consiguió ganar una vez la copa local y en cuatro ocasiones la liga suiza. Además, fue el máximo anotador de esta las temporadas 1979-80 y 1981-82 y en la Copa de Campeones de Europa 1978-79, donde convirtió once goles en seis partidos. Con su seleccionado nacional jugó en total cuarenta y nueve partidos y anotó trece goles.

## Biografía
Tras su retiro se dedicó a las leyes. El 16 de marzo de 2010 asumió como presidente de la Comisión de Ética de la FIFA, donde tuvo que encargarse de la polémica en la elección de sedes para los mundiales de 2018 y 2022 y definir la exclusión de la votación de dos miembros del Comité Ejecutivo de la FIFA.

## Clubes
| Club                   | País  | Año         |
| ---------------------- | ----- | ----------- |
| F. C. Mendrisio-Stabio | Suiza | 1972 - 1973 |
| F. C. Vevey United     | Suiza | 1973 - 1977 |
| Grasshopper            | Suiza | 1977 - 1986 |
| F. C. Lugano           | Suiza | 1986 - 1989 |

## Palmarés

### Campeonatos nacionales (5)
| Título         | Club        | País  | Año     |
| -------------- | ----------- | ----- | ------- |
| Nationalliga A | Grasshopper | Suiza | 1977-78 |
| Nationalliga A | Grasshopper | Suiza | 1981-82 |
| Nationalliga A | Grasshopper | Suiza | 1982-83 |
| Copa Suiza     | Grasshopper | Suiza | 1982-83 |
| Nationalliga A | Grasshopper | Suiza | 1983-84 |

### Distinciones individuales
| Distinción                                        | Año     | Ref   |
| ------------------------------------------------- | ------- | ----- |
| Máximo goleador de la Copa de Campeones de Europa | 1978-79 | [ 3 ] |
| Máximo goleador de la Nationalliga A              | 1979-80 | [ 4 ] |
| Máximo goleador de la Nationalliga A              | 1981-82 | [ 4 ] |
| Futbolista suizo del año                          | 1982    | [ 5 ] |